# 大茶臼山
大茶臼山（おおちゃうすやま）は、広島県広島市にある山。山頂に、西区と佐伯区の区境が通る。標高413ｍ。

## 概要
山頂には日本電信電話の建物やテレビ、消防のアンテナ施設があり、付近には畑峠から分かれた施設管理の道路もある。また、山頂には戦国時代、立石城という城があった。己斐城（平原城）の背後を守る後詰の城であった。